# Alla Važeninová
Alla Ivanovna Važenina (* 29. května 1983 Šadrinsk) je bývalá kazachstánská vzpěračka narozená v Rusku.
Na olympijských hrách v Pekingu roku 2008 získala zlatou medaili v kategorii do 75 kilogramů, a to celkovým výkonem 266 kg. Původně skončila druhá za Číňankou Cchao Lej, ale té byla zlatá nakonec odebrána pro doping. Ve stejné kategorii a ve stejném roce získala stříbro na mistrovství Asie. Narodila se v Kurganské oblasti v Rusku, když však nebyla přijata do ruské reprezentace, rozhodla se přijmout nabídku reprezentovat Kazachstán.